# Ото Менхен-Хелфен
Ото Менхен-Хелфен (на немски: Otto Mänchen-Helfen) е австрийски учен, синолог, историк, автор и пътешественик.

## Биография
Роден е на 26 юли 1894 година във Виена, Австро-Унгария. Участва в Първата световна война. По-късно следва история и археология в университетите във Виена, Гьотеборг и Лайпциг. От 1923 до 1927 г. е учен на свободна практика във Виена. От 1927 до 1929 Хелфен работи в „Института по марксизъм-ленинизъм“ в Москва. След това пътешества за около година в Централна Азия, а през 1930 се мести в Берлин. Когато нацистите идват на власт в Германия, той се завръща в Австрия, а след аншлуса през 1938 г. емигрира в Съединените щати. Там Хелфен започва да чете лекции в колежа „Милс“ в Оукланд, Калифорния (1939 – 1947). През 1948 г. става професор в Университета на Калифорния, Бъркли, където работи до пенсионирането си през 1962 г. Той е автор на няколко труда, включително „Светът на хуните“.
Хелфен е първият неруски учен, който пътува и изучава Република Тану-Тува. Получава разрешение да пътува дотам през 1929 г. По-късно той публикува своите преживявания в книгата си „Reise ins asiatische Tuwa“.
Умира на 29 януари 1969 година в Бъркли, Калифорния.